# Europäisches Übereinkommen über Patentstreitigkeiten
Das Europäische Übereinkommen über Patentstreitigkeiten, englisch European Patent Litigation Agreement (EPLA), formal der Entwurf eines Übereinkommens über die Schaffung eines Streitregelungssystems für europäische Patente, ist ein Vorschlag für ein Übereinkommen mit dem Ziel, ein Zusatzprotokoll zum Europäischen Patentübereinkommen (EPÜ) zu vereinbaren, das die Unterzeichnerstaaten zu einem integrierten Gerichtswesen  mit einheitlichen Verfahrensregeln und einem gemeinsamen Berufungsgericht verpflichten würde.

## Aktuelle Situation
Derzeit kann ein erteiltes europäisches Patent in den einzelnen Vertragsstaaten durchgesetzt werden. Dritte, die nach Ablauf der neunmonatigen Einspruchsfrist ein europäisches Patent beseitigen wollen, müssen Nichtigkeitsklage in allen Einzelstaaten erheben, in denen sie das gültige Patent beseitigen wollen.[veraltet]

## Entwicklung und aktueller Stand des EPLA
Im Jahr 2000 setzten die Mitgliedstaaten der Europäischen Patentorganisation eine Arbeitsgruppe „Streitregelung“ ein, die einen Vorschlag für ein solches Zusatzübereinkommen erarbeiten sollte. Auf ihrem fünften Treffen am 19. und 20. November 2003 einigte sich die Arbeitsgruppe auf den Entwurf eines Übereinkommens und den Entwurf einer Satzung eines Europäischen Patentgerichts.
Der im September 2005 überarbeitete Vorschlag für das EPLA aus dem Jahr 2003 sieht vor:
- ein Europäisches Patentgericht (EPG) und ein europäisches Patentberufungsgericht, die für Verletzungsklagen zu europäischen Patenten sowie für die Prüfung der Gültigkeit des europäischen Patents zuständig wären;
- einen aus Vertretern der Vertragsstaaten zusammengesetzten Verwaltungsausschuss, der das Europäische Patentgericht überwachen soll.

Sollte das Übereinkommen in Kraft treten, würde dies eine neue internationale Organisation, vergleichbar mit der Europäischen Patentorganisation selbst, begründen. Inhaltlich wäre das Gericht mit dem in den USA Bundesstaaten-übergreifenden United States Court of Appeals for the Federal Circuit (CAFC) vergleichbar.
Dieser Vorschlag wurde zunächst nicht weiter verfolgt, da innerhalb der Europäischen Union ein Vorschlag für ein Gemeinschaftspatent vorgelegt wurde. Dieser Vorschlag hätte die Gründung eines Gemeinschaftspatentgerichts als Einrichtung der Europäischen Gemeinschaft vorgesehen. Im Machtkampf mit der Kommission scheiterte dann aber das Gemeinschaftspatent an der Sprachenregelung, sodass EPLA wieder ins Spiel gebracht wurde, auch wenn jenes in Verbindung mit dem Londoner Abkommen in Bezug auf die Sprachregelung dem Gemeinschaftspatent ähnlich ist.
Das EPLA wurde insbesondere vom Europäischen Patentamt, das keine Einrichtung der Europäischen Union ist, als Alternative zum Gemeinschaftspatent vorangetrieben, da es die institutionelle Stellung des Europäischen Patentamtes gegenüber den Organen der Europäischen Union stärken würde.
Im Jahr 2006 startete die Europäische Kommission eine öffentliche Konsultation über die künftige Patentpolitik in Europa, in der das EPLA neben dem Gemeinschaftspatent, der Harmonisierung und der gegenseitigen Anerkennung nationaler Patente die wichtigste Rolle einnahm. Sowohl Befürworter als auch Kritiker des EPLA äußerten sich zu dem Vorhaben auf der folgenden öffentlichen Anhörung am 12. Juli 2006. Das Europäische Parlament forderte in einer Resolution am 12. Oktober 2006 die Kommission auf, auf Ebene der EU an weiteren Erörterungen um das EPLA teilzunehmen, wobei es aber deutliche Verbesserungen im Hinblick auf eine demokratische Kontrolle, Verfahrenskosten und richterlicher Unabhängigkeit forderte und seine Sorge um Patentqualität ausdrückte. Bundesjustizministerin Brigitte Zypries erklärte am 25. Juni 2007, der „Anlauf stecke seit Herbst letzten Jahres gründlich fest“.

## Die Diskussion um das EPLA

### Argumente der EPLA-Befürworter
Befürworter des EPLA meinen, die jetzige Situation führe zu hohen Prozess- und Aufhebungskosten für Eigentümer von Patenten und Dritte, zu Rechtsunsicherheit (aufgrund der nationalen Zuständigkeit nach Erteilung könnte ein und dasselbe Patent in einem Land für nichtig erklärt werden während es in einem anderen Land aufrechterhalten wird), grenzüberschreitenden Streitigkeiten und Forum Shopping (ein Prinzip, Klage vor dem Gericht zu erheben, das dem eigenen Anliegen am ehesten wohlgesinnt ist). Befürworter behaupten, dies verringere den Anreiz, europäische Patente zu beantragen und belaste die Wettbewerbsfähigkeit der europäischen Wirtschaft gegenüber zum Beispiel der Situation in den Vereinigten Staaten (siehe hierzu auch die Lissabon-Strategie der EU). Obwohl es einen Europäischen Binnenmarkt gibt, sind Patente nicht zentral in der EU durchsetzbar. Es gibt nur die nationalen Patentsysteme und das europäische Patentsystem basierend auf dem Europäischen Patentübereinkommen, das in den Einzelstaaten durchsetzbare Patente vorsieht. Das EPLA sei eine Alternative zum Gemeinschaftspatent, bei dem es seit Jahren einen Stillstand gibt und das ähnliche Probleme lösen soll.
Am 12. Juli 2006, schloss Charlie McCreevy, europäischer Kommissar für Binnenmarkt und Dienstleistungen, die oben erwähnte öffentliche Anhörung über die künftige Patentpolitik in Europa, mit den Worten, dass „das Europäische Übereinkommen über Patentstreitigkeiten als ein vielversprechender Weg zu einer einheitlicheren Rechtsprechung gesehen wird.“

### Argumente der EPLA-Kritiker
Kritiker des EPLA führen an, dass die eigentliche Kernziel hinter dem EPLA die Legalisierung von Softwarepatenten und Patenten auf Geschäftsverfahren durch Fallrecht sei. Dieser Argumentation liegt die Annahme zugrunde, dass das Europäische Patentübereinkommen solche Patente verbietet, auch wenn das Europäische Patentamt diese seit Mitte der 1980er-Jahre erteilt. Kritiker führen auch an, es fehle der vorgeschlagenen europäischen Patentgerichtsbarkeit an unabhängigen Richtern und ausreichender demokratischer Kontrolle; während sie gleichzeitig zu einer drastischen Zunahme von Patentrechtsstreitigkeiten und entsprechenden Kosten führe, nicht zuletzt auch deshalb, weil sich diese Institutionen selbst finanzieren müssten.

### Zuständigkeitsprobleme in der Europäischen Union
Es ist unklar, ob die einzelnen Mitgliedsstaaten der Europäischen Union die Befugnis haben, ein solches Streitregelungssystem einzurichten, oder ob die Zuständigkeit allein bei der Europäischen Union liegt (siehe Verordnung (EG) 44/2001). Jedenfalls würde die Ratifikation des EPLA alleine durch die Mitgliedstaaten der Europäischen Union die Stellung der Organe der Europäischen Union schwächen, da dann alle wesentlichen Entscheidungen im Patentbereich außerhalb der Institutionen der Europäischen Union getroffen werden würde.
Frankreich könnte auch verfassungsrechtliche Schwierigkeiten haben, ein derart weit reichendes Übereinkommen zu unterzeichnen und zu ratifizieren.

### Alternative: Unified patent litigation system (UPLS)
Am 24. März 2009 legte die Europäische Kommission dem Rat eine Empfehlung für ein Unified patent litigation system (UPLS) vor, dass die Vorzüge des ELPA und des Gemeinschaftspatents verbinden solle. Dieses System würde gleichzeitig die Schaffung eines EU-Patents und die Einrichtung einer gemeinsamen Patentgerichtsbarkeit nach dem Modell des EPLA vorsehen, wobei die Patentgerichtsbarkeit allen Vertragsstaaten der Europäischen Patentorganisation offenstehen würde. Die erste Instanz der gemeinsamen Patentgerichtsbarkeit wäre dezentralisiert, aber es gäbe eine zentrale Einspruchsinstanz. Der Europäische Gerichtshof wäre zuständig zur Überwachung der Einhaltung des Rechts der Europäischen Union. Das UPLS solle durch einen Vertrag zwischen der Europäischen Union und den Vertragsstaaten des Europäischen Patentübereinkommens vereinbart werden.[veraltet]